# ローマの慈愛 (ルーベンスの絵画)
『ローマの慈愛』（ローマのじあい、露: Отцелюбие римлянки、英: Roman Charity）、または『キモンとペロ』（露: Кимон и Перо、英: Cimon and Pero）は、フランドルのバロック期の巨匠ピーテル・パウル・ルーベンスが1612年頃、板 (1819年にキャンバスに移し替え) 上に油彩で制作した絵画である。ヨーロッパの説話「ローマの慈愛」を題材にしており、娘ペロが餓死の危機に瀕している父親キモンに母乳を飲ませている場面が描かれている。作品は1763年から1796年の間にエカチェリーナ2世により取得され、現在はエルミタージュ美術館の新エルミタージュにある247番ホールに展示されている。

## 作品

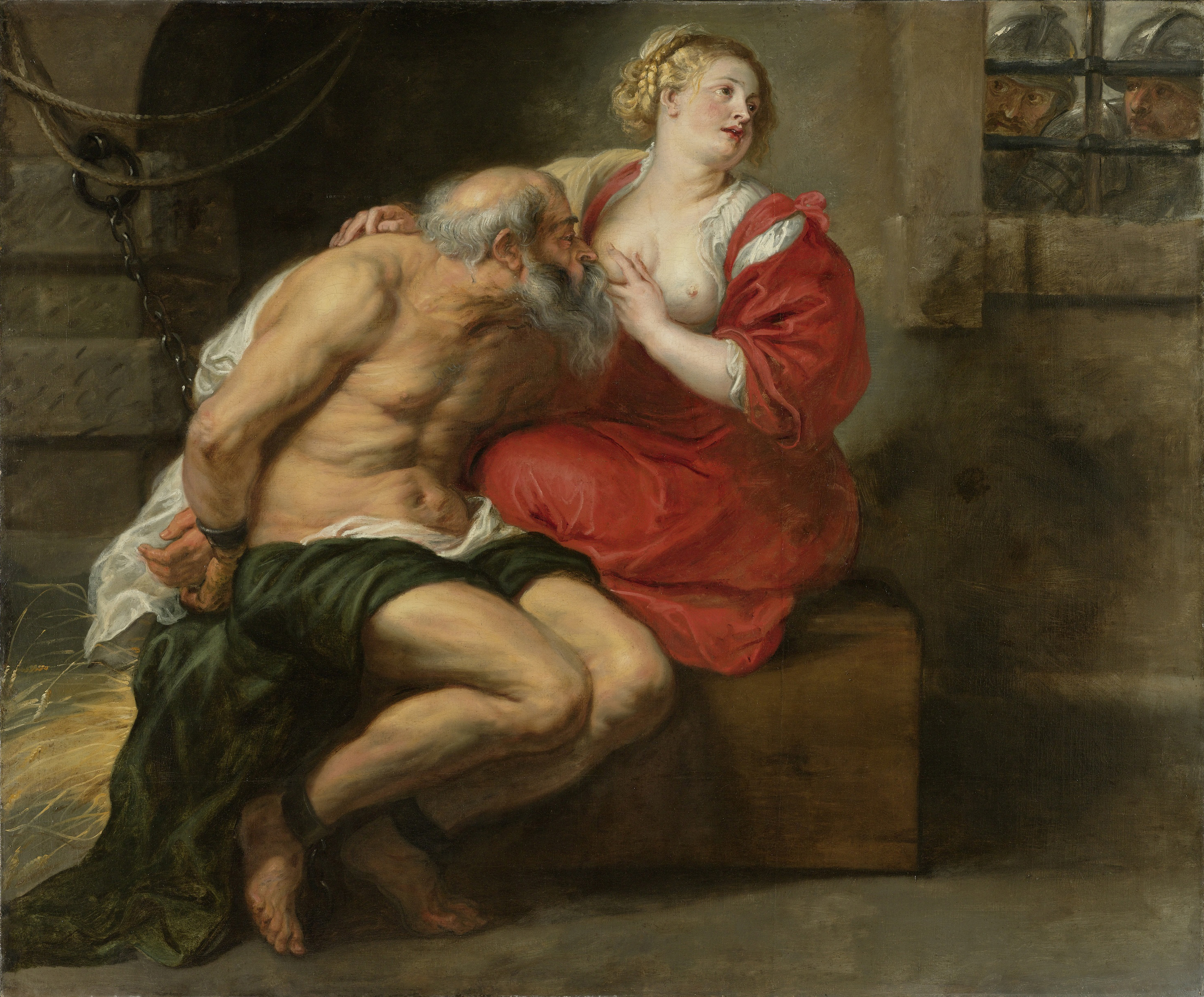
ルーベンス『キモンとペロ』 (1630年頃)、アムステルダム国立美術館

本作の主題は、古代ローマの1世紀の著述家で歴史家のウァレリウス・マクシムスの『記憶すべき行為と言葉 (著名言行録)』 (第5部4章) という書物から採られている。ここに含まれているキモンというローマ人の物語によると、キモンは罪を犯したため元老院により餓死の刑を宣告され、投獄される。看守に見つからずにキモンに食べ物を与えることは不可能だったので、乳児がいたキモンの娘ペロは自身の乳をキモンに与え、救おうとした。
この物語は、16世紀から18世紀までイタリアとネーデルラントの画家たちに最も魅力のある主題の一つであった。ルーベンスは、この主題をキリスト教的慈愛のテーマに相応するものとして扱っている。慈愛はキリスト教の最も重要な美徳の一つであり、肉体と精神の病を癒す行為によって表される。すなわち、飢えた人には食べ物を、喉が渇いた人には飲み物を、裸の人には衣服を与え、獄中の人を訪問し、病人の見舞いに行き、貧しい人々を埋葬するという行為である。
壁に鎖で繋がれたキモンが座る藁には、麦の穂がはっきりと見えている。これは、キリスト教会における主な秘蹟の一つである聖餐式のパンを象徴する。一方、画面上部左端にクモの巣とクモが見えるのは決して偶然ではない。クモは、張り巡らされた罪の罠にかけようと人間の魂を絶えず誘惑する悪魔の象徴である。
ルーベンスはこの主題を一度ならず取り上げているが、本作はそのうちの最初の作品で、画家の「古典主義」時代 (1612-1614年) の最も典型的な作品の一つである。この時代のルーベンスの作品はルネサンス美術に由来する構図の安定性、色彩の堅牢性、外面的な冷たさにより識別され、本作でキモンとペロの姿は古典主義的な三角形の中にきっちりと納まっている。しかし、同時に内的感情の強さが2人を結びつけており、画家の古典主義は彼の個人的気質によって熱せられたものとなっている。